# SVL Flavia Solva
SVL Flavia Solva is een Oostenrijkse voetbalclub uit Wagna, in de deelstaat Stiermarken. De naam van de club stamt af van de voormalige Romeinse nederzetting Flavia Solva dat zich nabij Wagna bevond.
De club werd in 1952 opgericht en sloot zich aan bij de voetbalbond van Stiermarken. In 1969 speelde de club voor het eerst in de Landesliga (derde klasse) en in 1972 promoveerde de club naar de Regionalliga Mitte (tweede klasse). In 1973/74 degradeerde de club echter omdat de competitie grondig geherstructureerd werd.
De terugkeer naar de tweede klasse (2. Division) kwam er in 1981. In 1985 miste de club net promotie naar de hoogste klasse. Na een degradatie promoveerde de club in 1993 terug naar de tweede klasse en bereikte ook de kwartfinale van de ÖFB-Cup en versloeg onder andere Linzer ASK en VSE St. Pölten. In de kwartfinale was Rapid Wien te sterk.
In april 1997 ging de club failliet nadat de schuldenberg was opgelopen tot 4,7 miljoen schilling (zo'n 341.000 euro).
In 1999 begon de club een samenwerkingsverbond met het in 1931 opgerichte SV Leibnitz. In 2003 kwam het tot een fusie met de club en werd de naam Sportverein Leibnitz Flavia Solva aangenomen, kortweg SVL Flavia Solna.
In 2005/06 degradeerde de club uit de Landesliga (vierde klasse). Na twee opeenvolgende promoties speelt de club vanaf 2009 terug in de derde klasse.